# Sauli Kemppainen
Sauli Kemppainen  (* 23. Dezember 1968 in Oulu, Finnland) ist ein finnischer Koch.

## Werdegang
Nach der Ausbildung, Küchenchefschule und Meisterprüfung in Finnland ging Kemppainen zum Savoy in Helsinki und danach zum Margaux zu Michael Hoffmann in Berlin. Dann wechselte er zum Drei-Sterne-Restaurant Dieter Müller in Bergisch Gladbach, gefolgt vom Tristan unter Gerhard Schwaiger auf  Mallorca. 
Danach wechselte er ins Drei-Sterne-Restaurant Fat Duck zu Heston Blumenthal in Berkshire. 
Ab 2009 war er Küchenchef im Restaurant Die Quadriga im Hotel Brandenburger Hof in Berlin, wo er mit einem Michelin-Stern ausgezeichnet wurde. Im Gault Millau 2012 erhielt er 17 Punkte. Als Mitbegründer der New Nordic Cuisine verwendete er viele finnische Zutaten. Im August 2012 verließ er Die Quadriga. Danach arbeitete er in Moskau. 
Für April 2018 wurde das Restaurants SAVU  im Hotel Louisa’s Place eröffnet; im Oktober 2020 wurde es geschlossen.

## Auszeichnungen
- 2009 Erstmals ein Stern im Guide Michelin 2010
- 2010 "Koch des Monats" in Der Feinschmecker